# Volvo PV60
De Volvo PV60 is een auto geproduceerd door Volvo tussen 1946 en 1950. Het was het eerste model dat het Zweedse bedrijf produceerde na het einde van de Tweede Wereldoorlog.
De ontwikkeling van de PV60 begon in 1939 en de auto werd in september 1944 aan het publiek gepresenteerd naast de kleinere PV444. De PV60 wordt aangedreven door een 3670cc zescilinder zijklep lijnmotor, die 90pk / 67kW levert. Hij heeft drie versnellingen met een versnellingspook aan de stuurkolom. Een overdrive was optioneel. De wielbasis is 2,85m en de lengte van de auto is 4,73m.
De productie kon niet worden gestart voor december 1946 en kwam langzaam op gang. De meerderheid van de auto's werd geproduceerd in de jaren 1949 en 1950. Totaal zijn er 3506 PV60's gebouwd, waarvan ongeveer 500 in een commerciële uitvoering. De kleinere PV444 was meer geschikt voor de naoorlogse economie en de productie van de PV60 is in 1950 gestopt. Het heeft bijna twee decennia geduurd voor Volvo opnieuw een auto met zescilinder, de 164, bedoeld voor het hogere segment, heeft geïntroduceerd.
Huidige modellen:
EC40 · 
EX30 · 
S60-V60 · 
S90-V90 · 
XC40 · 
XC60 · 
XC90 · 
EX90
Modellen geïntroduceerd na 1965:
100-serie · 
164 · 
200-serie · 
262C · 
66 ·
300-serie · 
400-serie ·
480 ·
700-serie · 
850 · 
900-serie · 
C30 · 
C70 · 
S40 · 
S70 · 
S80 · 
V40 ·
V40 Classic ·
V50 · 
V70-XC70
Modellen geïntroduceerd voor 1965:
ÖV4 · 
PV4 · 
PV650-serie ·
TR670-serie ·
PV36 ·
PV800-serie ·
PV50-serie · 
PV444 ·
PV60 ·
Duett ·
P1900 ·
Amazon · 
PV544 ·
P1800
Conceptauto's:
Philip ·
VESC ·
ECC ·
YCC ·
ReCharge ·
Concept You